# 2024-es UEFA-bajnokok ligája-döntő
A 2024-es UEFA-bajnokok ligája-döntő az európai labdarúgó-klubcsapatok legrangosabb tornájának 32., jogelődjeivel együttvéve a 69. döntője volt. A mérkőzést 2024. június 1-jén játszották a londoni Wembley Stadionban. A két résztvevő a német Borussia Dortmund és a spanyol Real Madrid volt. A győztes részt vett a 2024-es UEFA-szuperkupa döntőjében, ahol az ellenfele a 2023–2024-es Európa-liga győztese volt.

## Háttér
A Borussia Dortmund számára 1997 és 2013 után ez lesz a harmadik Bajnokok Ligája-döntőbeli szereplés. Emellett a Dortmund egy alkalommal játszott a Kupagyőztesek Európa Kupájában (1966-ban megnyerte) és két UEFA-kupában (1993-ban és 2002-ben veszített) döntőket.
A Real Madrid rekordot jelentő 18. európai kupa/UEFA Bajnokok Ligája-döntőjét játssza, és három éven belül a másodikat. Korábban 14 döntőt nyertek (1956, 1957, 1958, 1959, 1960, 1966, 1998, 2000, 2002, 2014, 2016, 2017, 2018 és 2022) és hármat vesztettek el (1962, 1964 és 1981). Carlo Ancelotti vezetőedző rekordot jelentő hatodik Bajnokok Ligája-döntőbe jutott vezetőedzőként. A Milan az irányításával 2003-ban és 2007-ben nyert, 2005-ben pedig vesztett, később 2014-ben és 2022-ben a Real Madriddal nyert döntőt. A Real Madrid emellett két Kupagyőztesek Európa Kupája döntőben (1971-ben és 1983-ban vereséget szenvedett) és két UEFA-kupa-döntőben (1985-ben és 1986-ban győzött) is szerepelt.
Ez lesz az első Bajnokok Ligája-döntő a két klub között.
Előző döntők
Megjegyzés: a torna elnevezése 1992-ig bajnokcsapatok Európa-kupája, 1993-tól UEFA-bajnokok ligája volt.
| Csapat            | Az ezt megelőző döntős szereplések évszámai (vastaggal a győztes évek)                                    |
| ----------------- | --- |
| Borussia Dortmund | 2 (1997, 2013)                                                                                            |
| Real Madrid       | 17 (1956, 1957, 1958, 1959, 1960, 1962, 1964, 1966, 1981, 1998, 2000, 2002, 2014, 2016, 2017, 2018, 2022) |

## Út a döntőig
Megjegyzés: az eredmények a döntősök szempontjából értendőek (H: hazai pályán; I: idegenben).
| Hely. | Csapat              | M | P  |
| ----- | ------------------- | - | -- |
| 1.    | Borussia Dortmund   | 6 | 11 |
| 2.    | Paris Saint-Germain | 6 | 8  |
| 3.    | Milan               | 6 | 8  |
| 4.    | Newcastle United    | 6 | 5  |

| Hely. | Csapat       | M | P  |
| ----- | ------------ | - | -- |
| 1.    | Real Madrid  | 6 | 18 |
| 2.    | Napoli       | 6 | 10 |
| 3.    | Braga        | 6 | 4  |
| 4.    | Union Berlin | 6 | 2  |

## A mérkőzés
| 2024. június 1. 21:00 (20:00 GMT) |

| Borussia Dortmund | 0–2               | Real Madrid                      |
| ----------------- | ----------------- | -------------------------------- |
|                   | (0–0) Jegyzőkönyv | Carvajal 74' Vinícius Júnior 83' |

| Wembley Stadion, London Nézőszám: 86 212 Játékvezető: Slavko Vinčić (szlovén) |

| Borussia Dortmund | Real Madrid |

| KA          | 1  | Gregor Kobel        |     |
| KV          | 26 | Julian Ryerson      |     |
| KV          | 15 | Mats Hummels        | 79' |
| KV          | 4  | Nico Schlotterbeck  | 40' |
| KV          | 22 | Ian Maatsen         |     |
| KP          | 23 | Emre Can            | 80' |
| JSZ         | 20 | Marcel Sabitzer     | 43' |
| TKP         | 10 | Jadon Sancho        | 87' |
| TKP         | 19 | Julian Brandt       | 87' |
| BSZ0        | 27 | Karim Adeyemi       | 72' |
| KCS         | 14 | Niclas Füllkrug     |     |
| Cserék:     |    |                     |     |
| KA          | 33 | Alexander Meyer     |     |
| KA          | 35 | Marcel Lotka        |     |
| V           | 25 | Niklas Süle         |     |
| KP          | 6  | Salih Özcan         |     |
| KP          | 8  | Felix Nmecha        |     |
| KP          | 11 | Marco Reus          | 72' |
| KP          | 17 | Marius Wolf         |     |
| KP          | 38 | Felix Wätjer        |     |
| KP          | 43 | Jamie Bynoe-Gittens | 87' |
| CS          | 9  | Sébastien Haller    | 80' |
| CS          | 18 | Youssoufa Moukoko   |     |
| CS          | 21 | Donyell Malin       | 80' |
| Vezetőedző: |    |                     |     |
| Edin Terzić |    |                     |     |

| KA              | 1  | Thibaut Courtois    |           |
| KV              | 2  | Dani Carvajal       |           |
| KV              | 22 | Antonio Rüdiger     |           |
| KV              | 6  | Nacho               | 76'       |
| KV              | 23 | Ferland Mendy       |           |
| KP              | 12 | Eduardo Camavinga   |           |
| KP              | 15 | Federico Valverde   |           |
| KP              | 8  | Toni Kroos          | 85'       |
| BKP0            | 5  | Jude Bellingham     | 85'       |
| KCS             | 11 | Rodrygo Goes        | 90'       |
| KCS             | 7  | Vinícius Júnior     | 35' 90+4' |
| Cserék:         |    |                     |           |
| KA              | 13 | Andrij Lunyin       |           |
| KA              | 25 | Kepa Arrizabalaga   |           |
| V               | 3  | Éder Militão        |           |
| V               | 4  | David Alaba         |           |
| V               | 17 | Lucas Vázquez       | 90+4'     |
| V               | 20 | Fran García         |           |
| KP              | 10 | Luka Modrić         | 85'       |
| KP              | 18 | Aurélien Tchouaméni |           |
| KP              | 19 | Dani Ceballos       |           |
| KO              | 21 | Brahim Díaz         |           |
| KP              | 24 | Arda Güler          |           |
| CS              | 14 | Joselu              | 85'       |
| Vezetőedző:     |    |                     |           |
| Carlo Ancelotti |    |                     |           |

| A mérkőzés játékosa: Daniel Carvajal (Real Madrid) Asszisztensek: Tomaž Klančnik (szlovén) Andraž Kovačič (szlovén) Negyedik játékvezető: François Letexier (francia) Tartalék játékvezető: Cyril Mugher (francia) Videóbírók: Nejc Kajtazović (szlovén) Rade Obrenović (szlovén) Massimiliano Irrati (olasz) |